# Llangollen Canal
Llangollen Canal (walisisk: Camlas Llangollen) er en sejlbar kanal, der krydser grænsen mellem England og Wales. Kanalen forbinder Llangollen i Denbighshire, North Wales med Hurleston i det sydlige Cheshire, via byeen Ellesmere, Shropshire. Navnet fik den i 1980'erne og det er en moderne betegnelse for dele af den historiske Ellesmere Canal og Llangollen, der begge blev en del af Shropshire Union Canals i 1846.
Kanalen er 74 km lang, og den har 21 sluser.
Ellesmere Canal blev foreslået af industrialister i Ruabon og Brymbo, og der blev etableret to adskilte kanaler. Den nordlige sektion gik fra Ellesmere Port på floden Mersey til Chester, hvor den gik ind i Chester Canal, og åbnede i 1795. Arbejde på den sydlige sektion begyndt ved Frankton med en linje mod syd til Llanymynech, og efterfølgende en anden del der blev anlagt mod vest mod Trevor. Dette involverede et at få kanalen til at krydse floderne Afon Ceiriog og Dee, der blev skabt ved at opføre to store akvædukter og store jerntrug til vandet. Ceiriog blev krydset ved Chirk, og Chirk Akvædukt åbnede i 1801 for at kunne udnytte lokale forekomster af jern og kul. Kanalen gik igennem Chirk Tunnel, og den nåede den sydlige ende af Pontcysyllte Akvædukt i 1802, der ikke stod færdig før 1805. For at forbinde de to halvdele af kanalen blev der planlagt at etabelre en rute fra Trevor Basin via Ruabon og Brymbo til floden Dee i Chester, men der blev kun anlagt en meget lille del af dette.
I stedet går den nuværende rute fra Frankton til Hurleston Junction på Chester Canal der blev etableret og åbnet i 1805. Da den nye rute ikke nåede vandreservoiret ved Moss Valley (anlagt i 1786) blev der etableret en vandvej til Llantisilio, hvor stemmeværket Horseshoe Falls blev opført på Dee for give vand til kanalen.